# Підвищення дебіту нафтових свердловин електромагнітним діянням
Підвищення дебіту нафтових свердловин електромагнітним діянням — вплив на пласт високочастотного електромагнітного поля. Зона впливу визначається способом створення (в одній свердловині або між декількома) напруги і частоти електромагнітного поля, а також електричними властивостями пласта. Крім теплових ефектів, електромагнітний вплив призводить до деемульсації нафти, зниження температури початку кристалізації парафіну і появи додаткових градієнтів тиску за рахунок силового впливу електромагнітного поля на пластову рідину.